# 1917 en philosophie
Chronologie de la philosophie
- 1913
- 1914
- 1915
- 1916
- 1917
- 1918
- 1919
- 1920
- 1921

L’année 1917 a été marquée, en philosophie, par les événements suivants :

## Naissances
- 6 mars : Donald Davidson, philosophe américain, mort en 2003, à 86 ans.
- 25 août : John Leslie Mackie (Australie, -1981)
- 26 septembre : Trân Duc Thao (Vietnam, -1983)

## Décès
- 17 mars : Franz Brentano, philosophe allemand, né en 1838, mort à 79 ans.
- 1er juillet : Augustin Guyau, philosophe français, né en 1883, mort à 33 ans.
- 4 août : Kristian Birch-Reichenwald Aars (no) (Norvège, 1868-)